# SK Štětí
SK Štětí je fotbalový klub ze Štětí, účastník Divize B. Byl založen v roce 1921.

## Historie
Klub byl založen v roce 1921 jako ČSK Štětí, a po většinu své historie je spjat s místními papírnami, které byly povětšinu času také v názvu klubu. V prvních 50 letech své existence se klub se nejvýše dostal na úroveň přeboru, jinak klub účinkoval pouze v nižších soutěžích.
Zlom nastává v roce 1976, kdy klub zvítězil v I.A třídě a postoupil do krajského přeboru, který hned jako nováček vyhrává a postupuje až do divize. Ani jako nováček divize si nevedl špatně a skončil na krásném třetí místě. Návštěvy se v tomto období pohybovaly až na úrovni 2 000 diváků a fotbal je ve Štětí v této době sportem číslo jedna. Největším úspěchem v historii je však období 1982 - 1989 kdy klub hraje II: národní ligu (3. nejvyšší soutěž), kdy v roce 1988 skončil klub dokonce na 2. místě. Od této doby měl však klub klesající výkonnost jež vyvrcholila v roce 1993 sestupem do krajského přeboru. V roce 1998 se klub vrací do divize, kterou hraje 5 let a poté znovu sestupuje do přeboru, V roce 2013 se podaří postoupit do divize znova, ale pouze na rok. 2 roky hraje opět krajský přebor. Ročník 2015-2016 je velmi úspěšný. Vítězství v přeboru s 18 bodovým náskokem a postup do divize. V tomto roce se podařila i obhajoba O pohár hejtmana Ústeckého kraje.

## Známí odchovanci
Mezi známá jména, které vychoval zdejší klub patří: Jiří Kroupa, Milan Kolouch, Vladimír Valenta, Jan Králík, Marián Řízek, Tomáš Hašler,

## Historické názvy
- 1921 – ČSK Štětí (Český sportovní klub Štětí)
- SK Štětí (Sportovní klub Štětí)
- DSO SEPAP Štětí
- TJ SEPAP Štětí (Tělovýchovná jednota Severočeské papírny Štětí)
- TJ Tatran Štětí
- TJ Sokol Papírny Štětí
- SK AssiDoman Štětí
- SK Frantschach Štětí
- SK Mondi Packaging Štětí
- SK Mondi Štětí
- SK Štětí
- SK Štětí, z.s

## Umístění v jednotlivých sezonách
Stručný přehled
- 2004–2013: Přebor Ústeckého kraje
- 2013–2014: Divize B
- 2014–2016: Přebor Ústeckého kraje
- 2016–2017: Divize B
- 2017–2019: Přebor Ústeckého kraje
- 2019–:Divize B

Jednotlivé ročníky
Legenda: Z - zápasy, V - výhry, R - remízy, P - porážky, VG - vstřelené góly, OG - obdržené góly, +/- - rozdíl skóre, B - body, červené podbarvení - sestup, zelené podbarvení - postup, fialové podbarvení - reorganizace, změna skupiny či soutěže
| Česko (2004– ) |                        |        |    |    |   |    |     |    |     |    |        |
| Sezóny         | Liga                   | Úroveň | Z  | V  | R | P  | VG  | OG | +/- | B  | Pozice |
| 2004/05        | Přebor Ústeckého kraje | 5      | 30 | 11 | 9 | 10 | 35  | 41 | -6  | 42 | 8.     |
| 2005/06        | Přebor Ústeckého kraje | 5      | 30 | 9  | 2 | 19 | 42  | 78 | -36 | 29 | 14.    |
| 2006/07        | Přebor Ústeckého kraje | 5      | 28 | 12 | 5 | 11 | 43  | 48 | -5  | 41 | 6.     |
| 2007/08        | Přebor Ústeckého kraje | 5      | 30 | 11 | 7 | 12 | 48  | 42 | +6  | 40 | 10.    |
| 2008/09        | Přebor Ústeckého kraje | 5      | 30 | 8  | 8 | 14 | 45  | 58 | -13 | 32 | 13.    |
| 2009/10        | Přebor Ústeckého kraje | 5      | 30 | 12 | 4 | 14 | 48  | 56 | -8  | 40 | 8.     |
| 2010/11        | Přebor Ústeckého kraje | 5      | 30 | 11 | 7 | 12 | 50  | 72 | -22 | 40 | 10.    |
| 2011/12        | Přebor Ústeckého kraje | 5      | 30 | 12 | 4 | 14 | 48  | 60 | -12 | 40 | 8.     |
| 2012/13        | Přebor Ústeckého kraje | 5      | 30 | 18 | 7 | 5  | 68  | 26 | +42 | 61 | 1.     |
| 2013/14        | Divize B               | 4      | 30 | 6  | 7 | 17 | 47  | 82 | -35 | 25 | 16.    |
| 2014/15        | Přebor Ústeckého kraje | 5      | 30 | 17 | 2 | 11 | 83  | 46 | +37 | 54 | 5.     |
| 2015/16        | Přebor Ústeckého kraje | 5      | 30 | 23 | 4 | 3  | 108 | 34 | +74 | 76 | 1.     |
| 2016/17        | Divize B               | 4      | 30 | 6  | 7 | 17 | 35  | 72 | -37 | 26 | 15.    |
| 2017/18        | Přebor Ústeckého kraje | 5      | 30 | 20 | 3 | 7  | 77  | 40 | +37 | 6  | 2.     |
| 2018/19        | Přebor Ústeckého kraje | 5      | 30 | 16 | 3 | 11 | 82  | 57 | +25 | 54 | 4.     |
| 2019/20        | Divize B               | 4      | 16 | 4  | 4 | 8  | 30  | 42 | -12 | 19 | 12.    |
| 2020/21        | Divize B               | 4      | 8  | 1  | 1 | 6  | 13  | 25 | -12 | 4  | 16.    |
| 2021/22        | Divize B               | 4      | 30 | 12 | 9 | 9  | 51  | 41 | +10 | 45 | 7.     |
| 2022/23        | Divize B               | 4      | 30 | 10 | 3 | 17 | 52  | 67 | -15 | 3  | 11.    |
| 2023/24        | Divize B               | 4      | 30 | 8  | 6 | 16 | 30  | 41 | -11 | 30 | 13.    |
| 2024/25        | Divize B               | 4      | 28 | 11 | 5 | 12 | 40  | 42 | -2  | 38 | 8.     |

Poznámky:
- 2019/20: Sezona nedohrána kvůli kvůli pandemii COVID-19.
- 2020/21: Sezona nedohrána kvůli kvůli pandemii COVID-19.